# Ōarai, Ibaraki
Ōarai (大洗町 Ōarai-machi) là thị trấn thuộc huyện Higashiibaraki, tỉnh Ibaraki, Nhật Bản. Tính đến ngày 1 tháng 10 năm 2020, dân số ước tính thị trấn là 15.715 người và mật độ dân số là 660 người/km2. Tổng diện tích thị trấn là 23,89 km2.

## Địa lý

### Đô thị lân cận
- Ibaraki
  - Mito
  - Hitachinaka
  - Hokota
  - Ibaraki

## Giao thông

### Đường sắt
– Tuyến Ōarai Kashima

### Cao tốc/Xa lộ
- Quốc lộ 51

### Cảng biển
- Cảng Ōarai